# Elisabetta Sirani
Elisabetta Sirani [elizabeta sirani], italijanska umetnica, * 8. januar 1638, Bologna, Italija, † 28. avgust 1665, Bologna.

## Življenje
Elisabetta Sirani je bila rojena v Bologni. Bila je hči Margherite in baročnega slikarja Giovannija Andrea Siranija. V očetovi šoli se je naučila veščin slikarskega poklica. Pri svojem delu je bila izjemno uspešna in hitra, kar pa je vzbujalo tudi sumničavost, saj so jo med drugim obtožili, da podpisuje dela svojega očeta. Da bi dokazala nasprotno je svoj proces slikanja predstavila javnosti.  
Slikala je portrete, religiozne in zgodovinske motive. Pogosto je upodabljala ženske (na primer: Marijo, Marijo Magdaleno, Judito, Kleopatro ind.). 
Zanimivo je tudi dejstvo, da je odprla šolo za ženske umetnice, kar je bilo za tisti čas nekaj povsem novega.